# Rudo Ritter
Rudo Ritter (* 27. November 1889 als Rudolf Richard Franz Ritter in Würzburg; † 25. März 1945 in Berlin) war  ein deutscher Drehbuchautor.

## Leben und Wirken
Der Sohn des Musikprofessors Hermann Ritter und der Opernsängerin Justine, geb. Haecker, schlug sich nach seinem Einsatz im Ersten Weltkrieg mehr schlecht als recht als Komponist durch. Über seinen Bruder Karl Ritter, der infolge der nationalsozialistischen Machtergreifung zum Filmproduzenten der UFA aufgestiegen war, gelang auch Rudo der Einstieg ins Filmgeschäft: er wurde Drehbuchautor. Zunächst bei Kurzfilmen eingesetzt, verfasste er bald, beginnend 1935 mit April, April!, einer Inszenierung des Filmneulings Detlef Sierck, die Manuskripte zu einer Reihe von abendfüllenden Unterhaltungsfilmen. Dabei handelte es sich um Volksstücke, Komödien, Bergdramen und Musikstoffe. Seit Ausbruch des Zweiten Weltkriegs belieferte Ritter nur noch Inszenierungen, die nicht mehr von der UFA hergestellt wurden. Er beteiligte sich am sogenannten Volkssturm und starb in den letzten Kriegswochen unter nicht näher benannten Umständen.
Rudo Ritter war von 1935 bis zu seinem Tod mit Elisabethe, geb. Böhm, verheiratet.

## Filmografie
- 1933: Der streitbare Herr Kickel
- 1934: Liebe und Zahnweh (auch Musik)
- 1934: Hochzeit am 13.
- 1934: Zwei Windhunde
- 1935: Der eingebildete Kranke
- 1935: UFA-Märchen
- 1935: April, April!
- 1935: Die Gesangstunde
- 1936: Heißes Blut
- 1936: Früh übt sich…
- 1936: Weiberregiment
- 1936: Der Dickschädel
- 1937: Wenn Frauen schweigen
- 1937: Gasparone
- 1938: Dir gehört mein Herz
- 1938: Capriccio
- 1940: Krambambuli
- 1940: Im Schatten des Berges
- 1941: Hauptsache glücklich
- 1941: So gefällst du mir
- 1941: Sechs Tage Heimaturlaub
- 1943: Die keusche Sünderin